# رجل مختلف (فلم)
رجل مختلف (بالإنجليزية: A Different Man) هو فلم خيال نفسي كوميديا سوداء أمريكي صدر عام 2024، من كتابه وإخراج آرون شيمبرغ. وبطولة سيباستيان ستان، ريناتي رينسف، وآدم بيرسون. تدور أحداثه حول إدوارد، وهو ممثل مصاب بمرض الورام الليفي العصبي يخضع لعملية تجريبية لتغيير ملامح وجهه، عُرض الفلم لأول مرة في مهرجان صاندانس السينمائي عام 2024، وفاز سباستيان ستان بجائزة «الدب الفضي لأفضل أداء تمثيلي» في مهرجان برلين السينمائي الدولي في العام نفسه.

## القصة
إدوارد ليمويل، ممثل أمريكي عالق في أدوار هامشية، يعاني من الورام الليفي العصبي، وهو مرض يسبّب تشوّهًا في الوجه. يعيش حياة انعزالية، إلى أن يتعرف على جارته الجديدة إنغريد فالد، كاتبة مسرحية طموحة في بداية مشوارها الفني، تنشأ بينهما صداقة، لكن خجله يمنعه من التعبير عن مشاعره. وتحت وطأة رغبته في قلب حياته، يقرر إدوارد الخضوع سرًا لعملية طبية تجريبية تغيّر ملامح وجهه بالكامل. بعد نجاح العملية، يتبنّى هوية جديدة باسم "غاي موراتز" ويختلق قصة انتحار إدوارد، قاطعًا صلته بماضيه وأطبائه.
بعد فترة، يصبح غاي وكيل عقارات ناجحًا، لكن ماضيه يعود حين يكتشف أن إنغريد تعمل على إنتاج مسرحية خارج برودواي بعنوان إدوارد، مستوحاة من حياته السابقة. متخفيًا خلف قناع لوجهه القديم، كان قد حصل عليه من طبيبه كتذكار، يخوض تجربة أداء ويفوز بالدور الرئيسي، لتبدأ بينه وبين إنغريد علاقة عاطفية، بينما تظل غير مدركة لحقيقته.
أثناء البروفات، ينضم إلى طاقم العمل أوزوالد، رجل واثق من نفسه مصاب بنفس مرض إدوارد. يكتسب أوزوالد إعجاب الجميع، ما يثير غيرة إدوارد. ومع عجزه عن حفظ نصه، تقرر إنغريد منحه الدور الرئيسي بدلًا من إدوارد، فتبدأ حالة الأخير النفسية في الانهيار. يلاحق أوزوالد ويقلده مستخدمًا القناع، ويخسر عمله، قبل أن يقتحم المسرح لمهاجمته، فيسقط جزء من الديكور عليه ويصيبه بكسور في ساقيه وذراعيه.
خلال فترة تعافيه، يعود إدوارد للإقامة في شقته السابقة بجوار إنغريد، التي أصبحت تعيش مع أوزوالد وتخطط لتحويل المسرحية إلى فلم من بطولة مايكل شانون. لاحقًا، وأثناء جلسة علاج طبيعي، يطعن إدوارد معالجه بعد أن أساء الحديث عن أوزوالد، فينتهي به الأمر في السجن.
بعد سنوات، يلتقي إدوارد المسن بإنغريد وأوزوالد، اللذين أصبحا زوجين ناجحين ويخططان للتقاعد في مجتمع تعاوني بكندا. يكشفان أن مشروع الفلم أُلغي، وأن المسرحية فقدت قيمتها بالنسبة لهما. وأثناء جلوسهم في مطعم، يتردد إدوارد في اختيار وجبته، فيعلّق أوزوالد ساخرًا بأن "إدوارد" لم يتغير قط.

## طاقم الممثلين
- سيباستيان ستان بدور إدوارد
- ريناتي رينسف بدور إنغريد
- آدم بيرسون بدور أوزوالد
- سي. ميسون ويلز بدور كارل
- أوين كلاين بدور نيك
- تشارلي كورسمو بدور رون بيلتشر
- باتريك وانغ بدور مخرج
- مايكل شانون بدور نفسه

## الإنتاج
أُعلن عن الفلم في يونيو 2022، مع إسناد مهمة الكتابة والإخراج لآرون شيمبرغ، واختيار سيباستيان ستان، ريناتي رينسف، وآدم بيرسون للأدوار الرئيسية، فيما تولّى كريستين فاشون، وغابرييل مايرز، وفانيسا ماكدونيل مهمة الإنتاج. بدأ التصوير الرئيسي في يوليو من العام نفسه، واستمر لمدة 22 يومًا في مدينة نيويورك.

## الاستقبال
عُرض فلم رجل مختلف لأول مرة في مهرجان صاندانس السينمائي بتاريخ 21 يناير 2024، ثم شارك في المسابقة الرسمية لـ مهرجان برلين السينمائي الدولي في دورته الرابعة والسبعين في 16 فبراير من العام نفسه. وفي 3 أبريل 2024، قُدِّم ضمن برنامج مهرجان المخرجين الجدد/الأفلام الجديدة في نيويورك. صدر الفلم في الولايات المتحدة في 20 سبتمبر 2024، وفي المملكة المتحدة في 4 أكتوبر، كما اختير للعرض في قسم "سينما العالم" بـ مهرجان مامي مومباي السينمائي 2024.

### الاستجابة النقدية
نال الفلم إشادة نقدية واسعة؛ إذ حصل على تقييم 93% على موقع روتن توميتوز بمتوسط 7.6/10، ودرجة 78 من 100 على ميتاكريتيك، ما يشير إلى «إشادة نقدية عامة». اختير أيضًا ضمن قائمة أفضل عشرة أفلام مستقلة لعام 2024 من قبل المجلس الوطني للمراجعة، وجاء في المركز 21 بقائمة مجلة سايت آند ساوند لأفضل 50 فلمًا في العام نفسه. كما وضعه المخرجون كارين كوساما، وغريغ كويدار، ولانس أوبنهايم ضمن أفلامهم المفضلة لعام 2024، وأشادوا بأداء سيباستيان ستان، وآدم بيرسون، وريناتي رينسف، وبمقاربته الجريئة لموضوعاته. وفي يونيو 2025، صنّفه موقع إندي واير في المركز 51 ضمن قائمة «أفضل 100 فلم في عقد 2020 حتى الآن».

## وصلات خارجية
- رجل مختلف على موقع IMDb
- الموقع الرسمي للفلم